# William Watson Cheyne

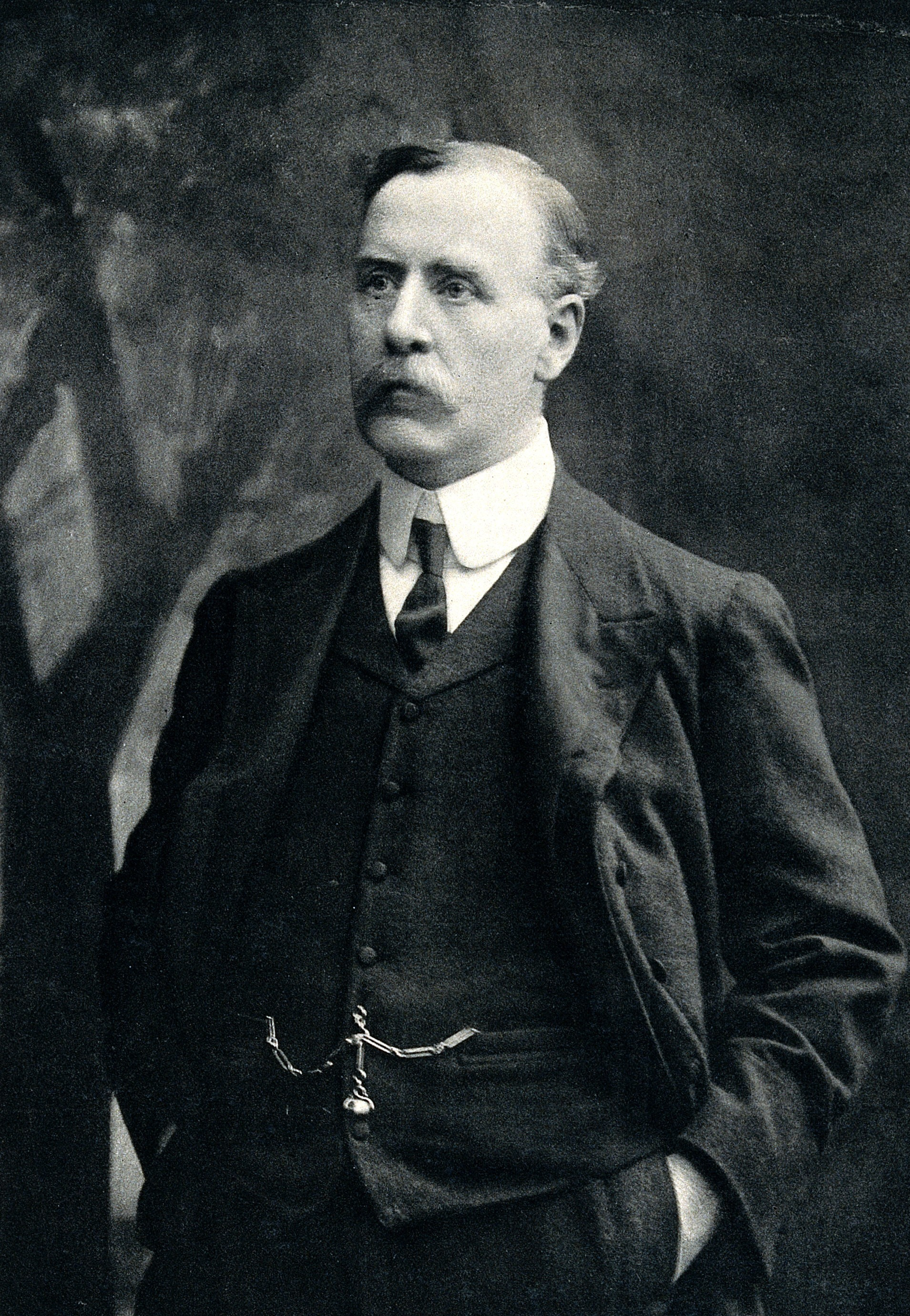
Watson Cheyne

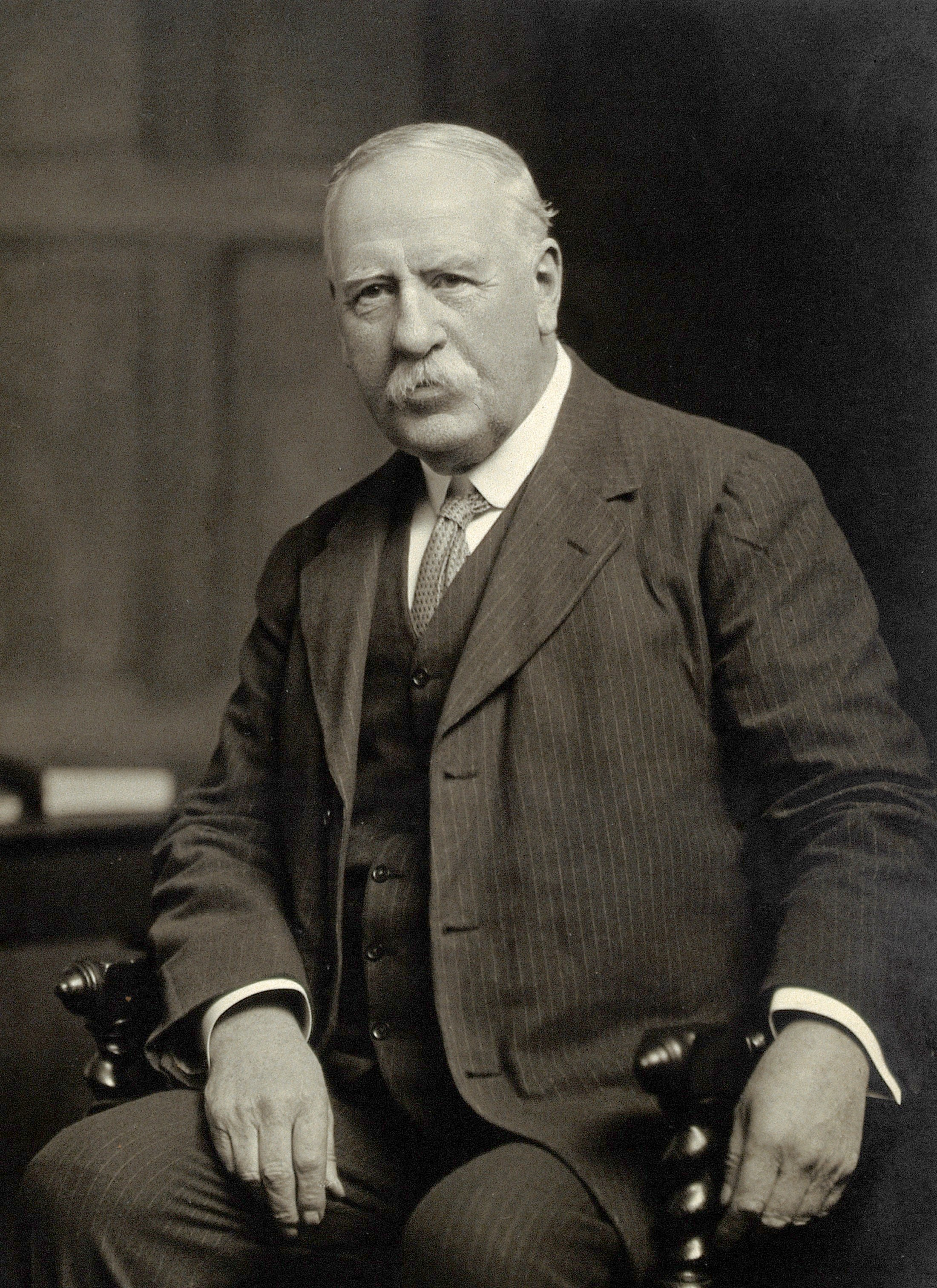
Watson Cheyne

Sir William Watson Cheyne (* 14. Dezember 1852 auf See vor Hobart, Tasmanien; † 19. April 1932) war ein britischer Chirurg.
Cheyne war der Sohn eines Kapitäns der Handelsmarine. Seine Mutter starb, als er vier Jahre alt war, so dass er bei seinem Großvater mütterlicherseits, einem Pfarrer, und danach bei seiner Tante in Fetlar aufwuchs. Ab 1864 besuchte er die Aberdeen Grammar School und ab 1868 das King’s College in Aberdeen. Da er als Schiffsarzt zur See fahren wollte, begann er 1871 Medizin an der University of Edinburgh zu studieren, wo er 1875 seine Abschlüsse in Medizin und Chirurgie machte.
Er wurde 1876 Haus-Chirurg von Joseph Lister, dem Pionier der antiseptischen Medizin in Großbritannien, am King’s College Hospital in London. Zuerst war er dort Assistant Surgeon, ab 1880 Chirurg und ab 1891 Professor für Chirurgie. Er war ein Gefolgsmann Listers in antiseptischen Fragen und auch stark von Robert Koch beeinflusst, dessen Labor in Berlin er 1886 besuchte. Er befasste sich mit Tuberkulose-Forschung und experimentierte mit Kochs Tuberkulin, das er aber nur eingeschränkt wirksam fand.
Nachdem er schon 1900 bis 1901 im Burenkrieg Consulting Surgeon der Britischen Armee war, war er 1914 Consulting Surgeon der Royal Navy und 1915 kurze Zeit Generalarzt (Surgeon General) der Royal Navy. Später war er auch Surgeon Rear-Admiral.
1917 ging er in den Ruhestand und wurde im selben Jahr Parlamentsmitglied für die Universitäten Edinburgh und St. Andrews (ab 1918 für die Vereinigten Schottischen Universitäten)  für die schottische Unionist Party. Er blieb bis 1922 im Parlament.
1919 wurde er Lord Lieutenant of Orkney and Shetland, was er bis 1930 blieb. Ab 1922 wohnte er in Fetlar.
Er war Fellow des Royal College of Surgeons of England (FRCS), dessen Präsident er 1914 bis 1916 war, Ritter des Order of St. Michael and St. George (KCMG) und Kommandeur des Order of the Bath (CB). 1910 wurde er Honorary Surgeon in Ordinary von König Georg V. 1924 erhielt er die erste Lister-Medaille. 1894 wurde er Fellow der Royal Society. 1908 erhielt er die Peers-Würde (Baron).

## Schriften
- Antiseptic Surgery: Its Principles, Practice, History and Results, 1882, Online
- Lister and His Achievement, 1925 (Lister Oration)
- On the Treatment of Tuberculous Diseases in Their Surgical Aspect, 1900 (Harvey Lecture 1899)
- Tuberculosis disease of bones and joints: their pathology, symptoms and treatment, 1895, Online
- Manual of the antiseptic treatment of wounds, 1885, Online
- mit Frederic Francis Burghard, John Frederick William Silk: A Manual of Surgical Treatment, sieben Bände, ab 1899
- The treatment of wounds, ulcers and abscesses, 1895, Online